# Minecraft Dungeons
Minecraft Dungeons ist ein Action-Rollenspiel im Hack-and-Slay-Stil, das im Mai 2020 von Xbox Game Studios für Windows, Nintendo Switch, PlayStation 4 und Xbox One veröffentlicht wurde. Der auf dem erfolgreichen Sandbox-Spiel Minecraft basierende Dungeon Crawler wurde von Mojang Studios entwickelt und kann alleine oder mit bis zu drei weiteren Spielern kooperativ gespielt werden.

## Handlung
Der Spieler muss die versklavten Dorfbewohner vom Erz-Illager befreien und dabei mehrere Endgegner bekämpfen. Er übernimmt dabei die Rolle von einem von vier Charakteren.

## Spielprinzip
Im Gegensatz zum ursprünglichen Minecraft wird auf das Crafting und das Abbauen und Bauen von Blöcken verzichtet und nicht die Egoperspektive, sondern die Isometrische Perspektive verwendet. Stattdessen steht das Kämpfen gegen Nicht-Spieler-Charaktere und das Erkunden von zufallsgenerierten Dungeons im Vordergrund. Dabei soll auch das Lösen von Rätseln und Überwinden von Fallen sowie das Suchen nach Loot eine wichtige Rolle spielen.
Für das Lösen von Quests oder Besiegen von Gegnern erhält der Spieler Erfahrungspunkte und Items. Einige Gegenstände sollen auch mit einer InGame-Währung erworben werden können. Die Erfahrungspunkte können für die Verbesserung von Zaubern und Fähigkeiten verwendet werden. Pro Kategorie sollen 20 bis 30 Zauber und Fähigkeiten zur Verfügung stehen. Gesteuert wird mit Maus, Tastatur oder Gamepad. Da es kein Klassensystem gibt lassen sich Waffen und Rüstungen beliebig verwenden.

## Entwicklung und Veröffentlichung
Das Spiel wurde von Mojang Studios unter dem Creative Director Mans Olsen mit Hilfe der Game-Engine Unreal Engine 4 erstellt. Es wurde auf der Electronic Entertainment Expo (E3) 2019 auf der Pressekonferenz von Microsoft vorgestellt und für das Frühjahr 2020 für Microsoft Windows und die aktuellen stationären Konsolen angekündigt. Wenige Wochen vor der E3 feierte Minecraft seinen 10. Geburtstag. Auf der MineCon 2019 wurde bekanntgegeben, dass die Konsolen-Version von Double Eleven entwickelt wird.
Käufer der Hero-Edition erhalten zwei zusätzliche Skins, einen Umhang, ein Huhn als Begleiter und Zugriff auf die DLCs. Nach der Veröffentlichung wurde bestätigt, dass noch zwei DLCs kommen werden und das Spiel ebenfalls fortlaufend mit neuen Inhalten erweitert wird. Die erste Erweiterung namens „Jungle Awakens“ erschien am 30. Juni 2020. Die zweite Erweiterung namens „Creeping Winter“ und die dritte namens „Howling Peaks“ erschienen später im Jahr. Die Erweiterungen bringen neue Rüstungen, Waffen, Artefakte und neue Kreaturen, wie z. B. Pandas, ins Spiel. Eine vierte Erweiterung names Flames of the Nether erschien am 24. Februar 2021.

## Rezeption
Minecraft Dungeons erhielt eher positive Bewertungen. Die Rezensionsdatenbank Metacritic aggregiert insgesamt 93 Rezensionen zu 70 aus 100 Punkten für die PC-Version, 78 für die PlayStation-4-Umsetzung und 74 für die Xbox-One-Umsetzung.
Shacknews bezeichnet das Spiel als lustigen Dungeon Crawler, der besonders Spaß mit Freunden macht. Das Spiel wird auch als eine Mischung aus Klötzchengrafik und dem Computerspiel Diablo beschrieben. GameGeneral stellt fest, dass dem Spiel eine gewisse Tiefe fehlt und es daher eher Neueinsteiger anspricht.